# The New Adventures of Superman (animatieserie)
The New Adventures of Superman was een Amerikaanse animatieserie gebaseerd op het DC Comics personage Superman. De serie werd geproduceerd door Filmation, en uitgezonden tussen 1966 en 1970.
De 68 afleveringen van de serie werden uitgezonden als onderdeel van drie grotere series. Zo werden ze samengevoegd met de serie The Adventures of Superboy en andere DC superhelden.

## Geschiedenis
De serie was de eerst animatieserie over Superman sinds de Superman cartoons uit de jaren 40.
The New Adventures of Superman was zeer populari als zaterdagochtendprogramma. Veel stripboekschrijvers van DC Comics werkten mee aan de serie, waaronder George Kashdan. Veel van de personages waren qua uiterlijk identiek aan hun stripversies. De serie betekende het animatiedebuut van Jimmy Olsen en klassieke supermanschurken Lex Luthor, The Toyman, en Brainiac. Vanwege budgetbeperkingen werden vaak dezelfde beelden gebruikt van Superman die vloog of zich omkleedde van Clark naar superman.
Uitvoerend producent Lou Scheimer rekruteerde Bud Collyer en Joan Alexander, die beiden mee hadden gewerkt aan de Superman Cartoons, voor de stemmen van de personages. Collyer paste in deze serie dezelfde stemtechniek toe als in de cartoons: voor Clark gebruikte hij een wat lichtere en nerveuze stem en voor Superman een donkere stem.
Ondanks het succes kreeg de serie kritiek van de Action for Children's Television, een organisatie opgericht in 1968 om de kwaliteit van televisieprogramma’s gericht op kinderen te verbeteren. Dit omdat de serie veel “geweld” zoals superman die een vijand met zijn vuisten sloeg bevatte. Als gevolg hiervan werd de serie al snel stopgezet.
Superman zelf dook al snel weer op in de serie Super Friends uit 1973.

## Cast
- Bud Collyer .... Superman/Clark Kent
- Joan Alexander .... Lois Lane (Seizoen 1)
- Julie Bennett .... Lois Lane
- Jack Grimes .... Jimmy Olsen
- Ted Knight .... Perry White
- Jackson Beck .... Perry White/verteller

## Afleveringen

### Seizoen 1 (1966–1967)
De serie debuteerde als een 30 minuten durend programma. Hierin werden twee filmpjes van Superman gecombineerd met een van The Adventures of Superboy.
| - The Force Phantom - Mermen Of Emor - The Prehistoric Pterodactyls - Merlin's Magic Marbles - The Threat of the Thrutans - The Wicked Warlock - The Chimp Who Made It Big - The Deadly Icebergs - Robot of Riga |  | - The Invisible Raiders - Neolithic Nightmare - The Return of Brainiac - The Magnetic Monster - The Toys of Doom - The Iron Eater - The Ape Army of the Amazon - The Fire Phantom - The Deadly Dish |  | - Insect Raiders - Return of Warlock - The Abominable Ice-Man - The Men from A.P.E. - The Tree Man of Arbora - The Image Maker - Superman's Double Trouble - The Deadly Super-Doll - Lava Men |  | - Luthor Strikes Again - Mission to Planet Peril - The Pernicious Parasite - The Two Faces of Superman - The Imp-Practical Joker - Superman Meets Brainiac - Seeds of Disaster - The Malevolent Mummy - The Bird-Men From Lost Valley |

### Seizoen 2 (1967–1968)
Hierin werden de afleveringen uitgezonden als onderdeel van The Superman/Aquaman Hour of Adventure. Deze combinatie bevatte ook afleveringen over Aquaman en zijn helper Aqualad. Tevens kwamen er series over The Flash en Kid Flash, Green Lantern, Hawkman, The Atom, de Justice League of America, en de Teen Titans in voor.
| - A.P.E. Strikes Again - The Lethal Lightning Bug - The Prankster - The Saboteurs |  | - The Wisp of Wickedness - Superman Meets His Match - Night of the Octopod - Brainiac's Bubbles |  | - War of the Bee Battalion - The Toyman's Super-Toy - The Cage of Glass - The Atomic Superman |  | - Luthor's Loco Looking Glass - The Warlock's Revenge - The Halyah of the Himalayas - Luthor's Fatal Fireworks |

### Seizoen 3 (1968–1969)
Hierin werden de afleveringen gecombineerd met afleveringen van Batman tot The Batman/Superman Hour.
| - Luthor's Lethal Laser - Part 1 - Luthor's Lethal Laser - Part 2 - Can a Luthor Change His Spots? - Part 1 - Can a Luthor Change His Spots? - Part 2 |  | - The Team of Terror - Part 1 - The Team of Terror - Part 2 - Rain of Iron - Part 1 - Rain of Iron - Part 2 |  | - The Mysterious Mr. Mist - Part 1 - The Mysterious Mr. Mist - Part 2 - Luminians on the Loose - Part 1 - Luminians on the Loose - Part 2 |  | - The Ghost of Kilbane Castle - Part 1 - The Ghost of Kilbane Castle - Part 2 - The Japanese Sandman - Part 1 - The Japanese Sandman - Part 2 |

### Seizoen 4 (1969–1970)
Dit laatste seizoen bestond enkel uit herhalingen van de vorige seizoenen.